# Liga Japonesa de Ascenso
La Liga Japonesa de Fútbol de Ascenso Regional (全国地域サッカーチャンピオンズリーグ, Zenkoku Chiiki Sakkā Championzu Rīgu, Liga de Todo Japón de Campeones de Fútbol Regional) es un torneo nacional de fútbol para clubes japoneses que compiten en ligas regionales inferiores a la Japan Football League.

## Historia
Hasta 1976, la ruta de entrada principal para los clubes regionales a la Japan Soccer League era la Copa Nacional Amateur Japonesa (Copa Shakaijin), una competición eliminatoria. En 1977, para probar clubes en un entorno de liga antes de que entrasen a la Liga propiamente dicha, la Asociación de Fútbol del Japón dedicó este torneo.
En 1984 y 1985 más plazas de ascenso fueron añadidas debido a que la JSL expandia sus divisiones. En 1992  el torneo empezó a ascender clubes a la antigua JFL (segunda división) y, de 1994 a 1998, a su división única. En 1999 y 2000 se añaden plazas de ascenso extra debido a la formación y expansión de la nueva JFL, proceso que se repitió en 2014 cuando la JFL bajó de categoría.

### Nivel del campeonato
- 1977–1991: Tercera división
- 1992–1993: Cuarta división
- 1994–1998: Tercera división
- 1999–2013: Cuarta división
- 2014–presente: Quinta división

## Clasificación
Desde 2010, los subcampeones de liga regionales no son automáticamente elegibles y la asociación universitaria ya no es permitida de hacer recomendaciones, reduciendo el número de plazas a 12.
- Todos los campeones de liga regional (9 clubes)
- Un club recomendado por el JFA (como máximo 1 club)
- Ganadores de Copa Shakaijin y subcampeones (como máximo 2 clubes)
  - Estos pueden ser reemplazados por los tercer y/o cuarto puesto(s) si los ganadores y/o los subcampeones ganan una liga regional o son recomendados por la JFA.
- Subcampeones de liga regional (0-3 clubes)
  - Este número de clubes ocurre como "club recomendado por el JFA" o tomado de la Copa Shakaijin.

## Formato

### Ronda preliminar
Los clubes se agrupan en grupos de 4, jugando en una sola ciudad por grupo (No hay ida y vuelta). Sólo 3 partidos son jugados por cada club. Los ganadores de cada grupo avanzan a la ronda final.

### Ronda final
Desde 2010, los tres ganadores de grupo más el subcampeón de grupo que puntúe más alto se agrupan en un grupo final en un solo lugar, con tres partidos jugados por club. Los dos primeros puestos son ascendidos y el tercer puesto puede jugar una promoción contra uno de los tres puestos inferiores de la JFL (sujeto a disponibilidad de plazas en la JFL).

### Puntuación
El habitual sistema de 3-1-0 es utilizado; no obstante, en caso de empate, se añade una tanda de penales y el ganador consigue un punto extra.

## Ganadores
Los equipos en negrita fueron ascendidos. 
| Año  | Ganador                        | Subcampeón                  | Tercer puesto                                                                | También ascendió                                                       |
| ---- | ------------------------------ | --------------------------- | ---------------------------------------------------------------------------- | ---------------------------------------------------------------------- |
| 1977 | Yamaha Motors                  | Toshiba Horikawa-cho        | Toho Titanium                                                                |                                                                        |
| 1978 | Yamaha Motors (2)              | Toho Titanium               | Dainichi Nippon Densen                                                       |                                                                        |
| 1979 | Cosmo Oil Yokkaichi            | Kyoto Shiko Club            | Furukawa Electric Chiba                                                      |                                                                        |
| 1980 | Nagoya SC                      | Furukawa Electric Chiba     | Saitama Teachers                                                             |                                                                        |
| 1981 | Saitama Teachers               | NTT West Japan Kyoto        | Cosmo Oil Yokkaichi                                                          |                                                                        |
| 1982 | Toho Titanium                  | Seino Transportation        | Hyōgo Teachers                                                               |                                                                        |
| 1983 | Yokohama TriStar               | Matsushita                  | Teijin Matsuyama                                                             |                                                                        |
| 1984 | Seino Transportation           | Kyoto Police Dept.          | TDK SC                                                                       | Osaka Gas                                                              |
| 1985 | Cosmo Oil Yokkaichi (2)        | Kawasaki Steel Mizushima    | Toho Titanium                                                                | NTT Kansai                                                             |
| 1986 | NTT Kanto                      | Mazda Auto Hiroshima        | Toyoda Industries                                                            |                                                                        |
| 1987 | Teijin Matsuyama               | Fujieda Municipal           | Matsushima SC                                                                |                                                                        |
| 1988 | Mazda Auto Hiroshima           | Kyoto Shiko Club            | Tokyo Gas                                                                    |                                                                        |
| 1989 | Yomiuri S.C. Juniors           | Otsuka Pharmaceutical       | Seino Transportation                                                         |                                                                        |
| 1990 | Tokyo Gas                      | Chuo Bohan                  | Seino Transportation                                                         |                                                                        |
| 1991 | Osaka Gas                      | Osaka Taidai Kemari Club    | Seino Transportation                                                         |                                                                        |
| 1992 | PJM Futures                    | Toyota Motors Higashifuji   | NEC Yamagata                                                                 |                                                                        |
| 1993 | Nippon Denso                   | NEC Yamagata                | Jatco                                                                        |                                                                        |
| 1994 | Brummell Sendai                | Fukushima FC                | Yokogawa Denki                                                               |                                                                        |
| 1995 | Nippon Denso (2)               | Ōita FC                     | Yokogawa Denki                                                               |                                                                        |
| 1996 | Jatco                          | Prima Ham                   | Mazda SC                                                                     |                                                                        |
| 1997 | Sony Sendai FC                 | Albirex Niigata             | Yokogawa Denki                                                               |                                                                        |
| 1998 | Yokogawa Denki                 | Hitachi Shimizu             | Ehime FC                                                                     |                                                                        |
| 1999 | ALO's Hokuriku                 | Tochigi SC                  | Honda Luminoso Sayama                                                        | F.C. Kyoken                                                            |
| 2000 | Sagawa Express Tokyo SC        | YKK AP FC                   | NTT Kumamoto                                                                 | SC Tottori Ehime FC                                                    |
| 2001 | Sagawa Express Osaka SC        | Profesor Miyazaki           | Nangoku Kochi FC                                                             |                                                                        |
| 2002 | Ain Foods                      | Sagawa Printing SC          | Shizuoka FC                                                                  |                                                                        |
| 2003 | Thespa Kusatsu                 | Gunma FC Horikoshi          | Shizuoka FC                                                                  |                                                                        |
| 2004 | Mitsubishi Motors Mizushima FC | Ryutsu Keizai University FC | Honda Lock SC                                                                |                                                                        |
| 2005 | FC Ryukyu                      | JEF United Ichihara Chiba B | Rosso Kumamoto                                                               |                                                                        |
| 2006 | TDK SC                         | FC Gifu                     | Fagiano Okayama FC                                                           |                                                                        |
| 2007 | Fagiano Okayama                | New Wave Kitakyushu         | FC Mi-O Biwako Kusatsu                                                       |                                                                        |
| 2008 | Machida Zelvia                 | V-Varen Nagasaki            | Honda Lock                                                                   |                                                                        |
| 2009 | Matsumoto Yamaga               | Hitachi Tochigi Uva         | Zweigen Kanazawa                                                             |                                                                        |
| 2010 | Kamatamare Sanuki              | Nagano Parceiro             | Sanyo Electric Sumoto                                                        |                                                                        |
| 2011 | YSCC Yokohama                  | Fujieda MYFC                | Hoyo AC Elan Ōita                                                            |                                                                        |
| 2012 | SC Sagamihara                  | Fukushima United            | Norbritz Hokkaido                                                            |                                                                        |
| 2013 | Grulla Morioka                 | Fagiano Okayama B           | FC Kagoshima (Fusionado con Volca Kagoshima para formar Kagoshima United FC) | Vanraure Hachinohe Azul Claro Numazu Renofa Yamaguchi Maruyasu Okazaki |
| 2014 | Nara Club                      | FC Osaka                    | Club Dragons RKU                                                             |                                                                        |
| 2015 | ReinMeer Aomori                | Briobecca Urayasu           | Saurcos Fukui                                                                |                                                                        |
| 2016 | FC Imabari                     | Veertien Mie                | Suzuka Unlimited                                                             |                                                                        |
| 2017 | Cobaltore Onagawa              | Tegevajaro Miyazaki         | Vonds Ichihara                                                               |                                                                        |
| 2018 | Matsue City                    | Suzuka Unlimited            | FC Kariya                                                                    |                                                                        |
| 2019 | Iwaki FC                       | Kochi United SC             | Ococias Kyoto AC                                                             |                                                                        |
| 2020 | FC Tiamo Hirakata              | FC Kariya                   | Tochi City FC                                                                |                                                                        |
| 2021 | Criacao Shinjuku               | FC.ISE-SHIMA                | Occocias Kyoto AC                                                            |                                                                        |
| 2022 | Briobecca Urayasu              | Okinawa SV                  | Tochigi City FC                                                              |                                                                        |
| 2023 | Tochigi City FC                | Vonds Ichihara              | Joyful Honda Tsukuba                                                         |                                                                        |
| 2024 | Asuka FC                       | Vonds Ichihara              | Fukui United                                                                 |                                                                        |